# Velódromo

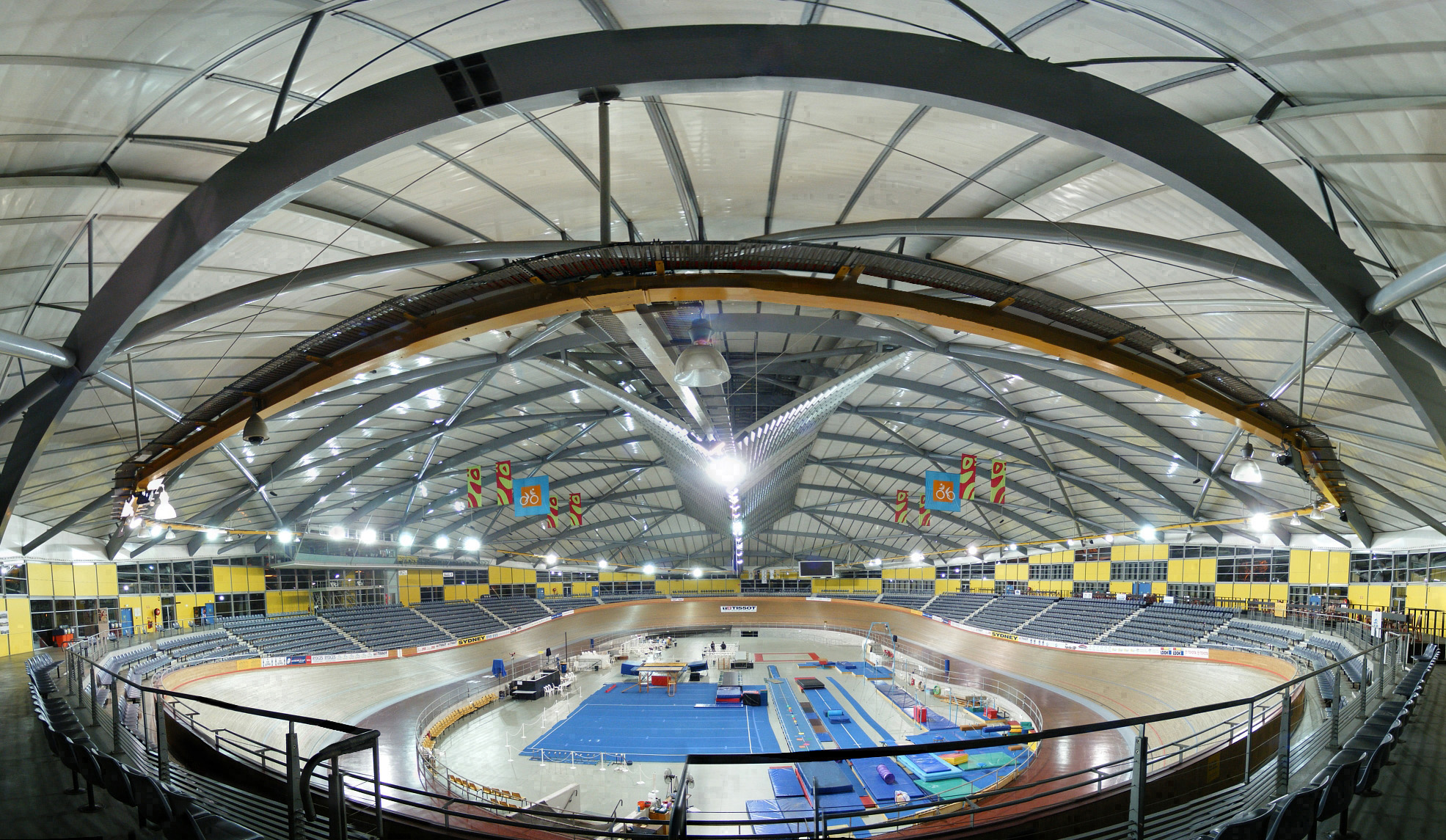
Dunc Gray Velodrome na Austrália, exemplo de velódromo fechado.

Velódromo é uma pista artificial que recebe provas e disputas de Ciclismo.

## Formato

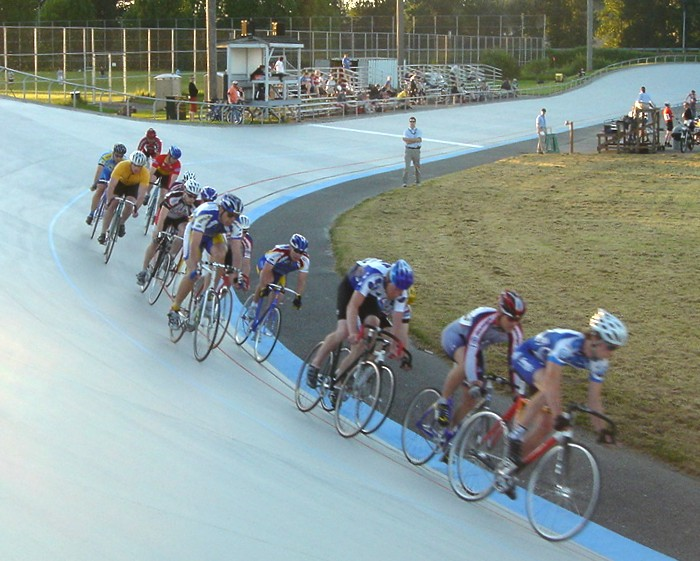
Velódromo aberto de Marymoor Park em Redmond, Washington.

Ela tem forma oval, com curvas e retas inclinadas. A superfície da pista pode ser composta de madeira ou concreto.
A distância dos velódromos podem variar entre 150 e 500 metros. Porém, a maior parte das pistas possui a distância de 250 metros. A inclinação da pista é diferente conforme o trajeto total do velódromo.
As bicicletas utilizadas em velódromos diferem daquelas que participam de provas de estrada. O design é arrojado neste tipo de bicicleta, principalmente na conjução de ângulos, para favorecer a maior velocidade do aparelho. Outra característica marcante é que este tipo de bicicleta possui apenas uma coroa e um pinhão fixo, ou seja, não possui roda livre (em outras palavras, é desprovida de catraca) e tem uma única relação de transmissão (marcha única). Elas não possuem freios. Quando é necessário parar a bicicleta, o ciclista resiste ao movimento dos pedais, desacelerando a bicicleta até parar .
Os ciclistas também utilizam equipamento específico, principalmente o capacete, que possui ângulação em sua extensão para evitar o atrito com o ar.

## Tipos de Provas

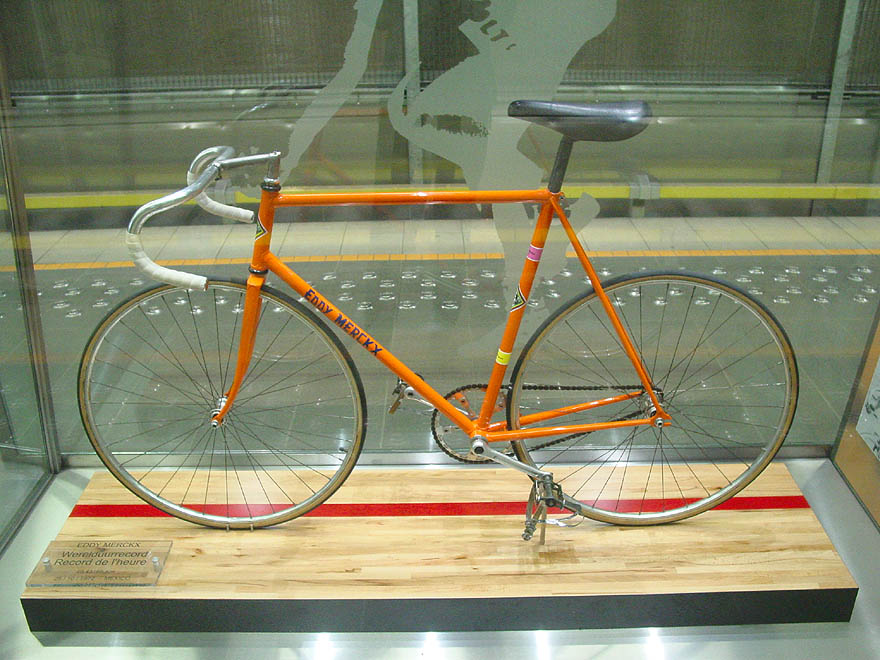
Bicicleta de pista com a qual Eddy Merckx conquistou o record mundial de 49,431 km em uma hora, em 1972

As provas que são disputadas em velódromos são as seguintes:
- Velocidade: Dois atletas percorrem a pista para competirem um contra o outro. A prova é percorrida em três voltas e é eliminatória. O percurso total tem 1 mil metros, mas somente os últimos 200 metros são cronometrados. Nos primeiros 800 metros, os ciclistas andam de forma lenta, para evitarem ficar a frente do adversário, para que não se dê a vantagem do vácuo.

- Velocidade olímpica: Disputada por equipes de três ciclistas, eles largam em posições opostas da pista. Na primeira volta a disputa é liderada por um ciclista, que sai da disputa quando a volta é completada. Na segunda volta, o segundo competidor assume a liderança e sai da disputa na conclusão do término do percurso. Na última volta, o terceiro competidor completa a prova. Os pontos dos três ciclistas é somada e se define a equipe campeã. A prova somente é disputada por homens.

- Contra o relógio: O ciclista larga sozinho na pista para percorrer 500 metros (mulheres) e 1.000 metros (homens). Cada competidor larga em intervalos de 90 segundos.

- Perseguição: Os ciclistas largam em posições opostas ao velódromo. O atleta que ultrapassar primeiro o adversário ganha a prova. Se não acontecer isto, o vencedor é aquele que completar o percurso da prova em menos tempo. Para homens, a distância é de 4 mil metros, e para mulheres, 3 mil metros. As provas são disputadas individualmente e por equipes (somente para homens). A perseguição por equipes é feito por quatro componentes, que completam 14 voltas. A equipe que terminar primeiro a distância com três ciclistas ou aquela que ultrapassar o terceiro ciclista adversário vence a prova.

- Quilômetro contra-o-relógio: A prova, individual, consiste numa corrida contra o relógio entre a linha de partida e de chegada. Os ciclistas partem saem em intervalos de 1 minuto. A distância para homens é de 1 mil metros, e para mulheres, 500 metros.

- Corrida por pontos: Considerada a prova mais longa do ciclismo em velódromo. A distância é de 25 km para mulheres e 40 km para homens. A cada sprint de dez voltas, os quatro melhores posicionados na prova recebem uma pontuação. A pontuação dobra no último sprint. O vencedor é o ciclista que somar mais pontos. Nesta modalidade somente são disputadas provas individuais.

- Keirin: A prova é disputada em oito voltas. Nas primeiras cinco voltas e meia, os ciclistas seguem uma bicicleta motorizada. Ela dita o ritmo do percuso até chegar aos 45 km/h. Em seguida ela abandona a pista e deixa os atletas disputarem as últimas duas voltas e meia.

- Madison: A prova é disputada entre dois ciclistas. Um deles mantém ritmo lento na na parte alta da pista, enquanto outro percorre o mais rápido possível na parte inferior do velódromo. Há uma troca de ciclista, sendo que aquele que está na parte de baixo toca a roda do companheiro para que este prossiga pedalando. A dupla pontua a cada 20 voltas completadas. O vencedor é quem completar o maior número de voltas. Em caso de empate, o vencedor será o que somou mais pontos.

## Em Portugal
Em Portugal existe o Velódromo Nacional de Sangalhos único no pais